# Centre hospitalier de Perpignan
Le centre hospitalier de Perpignan, anciennement hôpital Saint-Jean, est un centre hospitalier situé à Perpignan dans les Pyrénées-Orientales, en région Occitanie.

## Histoire
L’hôpital Saint-Jean de Perpignan est fondé en 1116 par Arnaud Gaufred ; il fait partie des établissements hospitaliers les plus anciens de la Catalogne et du Midi de la France. En 1808, l'unique l’hôpital civil et l’hôpital militaire se réunissent. La construction du nouveau hôpital périurbain (palmorium), dessiné par Léon Baille est achevée en 1928, l’hôpital Saint-Jean quitte alors les rives de la Basse pour s’installer dans le Haut-Vernet en cette même année.
En 2016, l'Hôpital fête ses 900 ans.

## Composition
Le centre hospitalier se compose du centre Hospitalier de Perpignan (893 places) et du centre de cure pour personnes âgées (300 places).
Il a une capacité de 1 193 lits et places, dont :
- Médecine : 506
- Chirurgie : 155
- Gynéco-obstétrique : 44
- Moyen séjour : 38
- Long séjour : 200
- Hébergement : 100
- HAD : 60
- SSIAD : 90

## Description
Il est par sa taille, son activité et son plateau technique, le 1er établissement public de santé du département des Pyrénées-Orientales. Depuis juillet 2016, le Centre Hospitalier de Perpignan est l'établissement support du GHT Aude-Pyrénées comprenant les hôpitaux des Pyrénées-Orientales et de l'Est Audois dont l'objectif de coopération repose sur le Projet Médical Partagé.